# ليندون (إلينوي)
ليندون (بالإنجليزية: Lyndon)‏ هي منطقة سكنية تقع في الولايات المتحدة في إلينوي. يقدر عدد سكانها بـ 648 نسمة .

## التركيبة السكانية
حدّد مكتب تعداد الولايات المتحدة بيانات التركيبة السكانية لليندون في تعداد الولايات المتحدة. في ما يلي، التركيبة السكانية حسب تعدادي 2000 و2010.

### تعداد عام 2000
بلغ عدد سكان ليندون 566 نسمة بحسب تعداد عام 2000، وبلغ عدد الأسر 236 أسرة وعدد العائلات 166 عائلة مقيمة في القرية. في حين سجلت الكثافة السكانية 288.8 نسمة لكل كيلومتر مربع (748.0/ميل2). وبلغ عدد الوحدات السكنية 254 وحدة بمتوسط كثافة قدره 129.6 لكل كيلومتر مربع (335.7/ميل2).
وتوزع التركيب العرقي للقرية بنسبة 96.64% من البيض و0.18% من الأمريكيين الأفارقة و1.24% من الأمريكيين الأصليين و0.18% من الأمريكيين ذوي الأصول الآسيوية و0.35% من الأعراق الأخرى و1.41% من عرقين مختلطين أو أكثر و1.24% من الهسبانيون أو اللاتينيون من أي عرق.
بلغ عدد الأسر 236 أسرة كانت نسبة 28.8% منها لديها أطفال تحت سن الثامنة عشر تعيش معهم، وبلغت نسبة الأزواج القاطنين مع بعضهم البعض 57.6% من أصل المجموع الكلي للأسر، ونسبة 8.5% من الأسر كان لديها معيلات من الإناث دون وجود شريك،  بينما كانت نسبة 4.2% من الأسر لديها معيلون من الذكور دون وجود شريكة وكانت نسبة 29.7% من غير العائلات. تألفت نسبة 24.2% من أصل جميع الأسر من عدة أفراد يعيشون في نفس المنزل ونسبة 14% كانت تتألف من شخص يعيش بمفرده يبلغ من العمر 65 عاماً أو أكثر. وبلغ متوسط حجم الأسرة المعيشية 2.40، أما متوسط حجم العائلات فبلغ 2.81.
بلغ العمر الوسطي للسكان 41.3 عاماً. وكانت نسبة 21.7% من القاطنين تحت سن الثامنة عشر، وكانت نسبة 7.6% بين الثامنة عشر والرابعة والعشرين عاماً، ونسبة 28.4% كانت واقعةً في الفئة العمرية ما بين الخامسة والعشرين والرابعة والأربعين عاماً، ونسبة 27.7% كانت ما بين الخامسة والأربعين والرابعة والستين، ونسبة 14.5% كانت ضمن فئة الخامسة والستين عاماً فما فوق. يوجد لكل 100 أنثى 102.1 ذكر، ويوجد لكل 100 أنثى في الثامنة عشر من عمرها فما فوق 96.9 ذكر.
بلغ متوسط دخل الأسرة في القرية 37,375 دولارًا، أما متوسط دخل العائلة فبلغ 41,528 دولارًا. وكان متوسط دخل الذكور 30,469 دولارًا مقابل 22,813 دولارًا للإناث. وسجل دخل الفرد الخاص بالقرية 16,870 دولارًا. وكانت نسبة 5.6% من العائلات ونسبة 6.8% من السكان تحت خط الفقر، وكان من هؤلاء نسبة 3.6% تحت سن الثامنة عشر ونسبة 10.5% في الخامسة والستين من العمر وما فوق.

### تعداد عام 2010
بلغ عدد سكان ليندون 648 نسمة بحسب تعداد عام 2010، وبلغ عدد الأسر 246 أسرة وعدد العائلات 177 عائلة مقيمة في القرية. في حين سجلت الكثافة السكانية 330.6 نسمة لكل كيلومتر مربع (856.3/ميل2). وبلغ عدد الوحدات السكنية 264 وحدة بمتوسط كثافة قدره 134.7 لكل كيلومتر مربع (348.9/ميل2).
وتوزع التركيب العرقي للقرية بنسبة 95.83% من البيض و0.31% من الأمريكيين الأفارقة و0.15% من الأمريكيين الأصليين و0.15% من الأمريكيين ذوي الأصول الآسيوية و0.77% من الأعراق الأخرى و2.78% من عرقين مختلطين أو أكثر و2.47% من الهسبانيون أو اللاتينيون من أي عرق.
بلغ عدد الأسر 246 أسرة كانت نسبة 32.1% منها لديها أطفال تحت سن الثامنة عشر تعيش معهم، وبلغت نسبة الأزواج القاطنين مع بعضهم البعض 59.3% من أصل المجموع الكلي للأسر، ونسبة 6.9% من الأسر كان لديها معيلات من الإناث دون وجود شريك،  بينما كانت نسبة 5.7% من الأسر لديها معيلون من الذكور دون وجود شريكة وكانت نسبة 28% من غير العائلات. تألفت نسبة 20.7% من أصل جميع الأسر من عدة أفراد يعيشون في نفس المنزل ونسبة 8.5% كانت تتألف من شخص يعيش بمفرده يبلغ من العمر 65 عاماً أو أكثر. وبلغ متوسط حجم الأسرة المعيشية 2.63، أما متوسط حجم العائلات فبلغ 3.06.
بلغ العمر الوسطي للسكان 43.1 عاماً. وكانت نسبة 25.3% من القاطنين تحت سن الثامنة عشر، وكانت نسبة 7.1% بين الثامنة عشر والرابعة والعشرين عاماً، ونسبة 20.7% كانت واقعةً في الفئة العمرية ما بين الخامسة والعشرين والرابعة والأربعين عاماً، ونسبة 33.6% كانت ما بين الخامسة والأربعين والرابعة والستين، ونسبة 13.3% كانت ضمن فئة الخامسة والستين عاماً فما فوق. وتوزع التركيب الجنسي للسكان بنسبة 50.8% ذكور و49.2% إناث.

## أعلام
- إلوين رايلي شو